# فصل معجزه
فصل معجزه (انگلیسی: The Miracle Season) فیلمی در ژانر درام بر اساس اتفاقات واقعی به کارگردانی شان مک‌نامارا است که در سال ۲۰۱۸ منتشر شد. ارین موریارتی، هلن هانت، ویلیام هرت و دانیکا یاروش بازیگران فیلم هستند.